# Plectranthus
Plectranthus es un género de plantas de la familia Lamiaceae con unas 1000 especies descritas, de las cuales solo 325 son aceptadas, 650 meros sinónimos y unas 35 todavía sin resolver.
Se distribuyen por África tropical, Asia y Japón hasta Australia y algunas islas del Pacífico.

## Descripción
Son hierbas anuales o perennes, generalmente aromáticas, pelosas, los tricomas son simples. Hojas simples, pecioladas, los márgenes crenado-dentados. Inflorescencias en tirsos con cimas opuestas sésiles o pedunculadas, con 1-muchas flores; brácteas subyacentes caducas o persistentes. Flores bisexuales, zigomorfas, pediceladas. Cáliz marcadamente 2-labiado; labio inferior 4-lobado, los lobos lanceolados; labio superior más grande, obovado; garganta abierta, glabra. Corola marcadamente bilabiada, 5-lobada, blanca o púrpura; labio inferior horizontal, navicular; tubo recto o sigmoideo; labio superior ascendente, 4-lobado, los lobos medios más largos que el lateral. Estambres 4, declinados, sin apéndices, glabros, el par superior y el inferior unidos a la garganta de la corola, el par inferior fusionado entre sí o libres, dentro del lobo inferior de la corola o exertos. Estigma bífido, los lobos iguales. Frutos en nuececillas ovoides, glabras, mucilaginosas.

## Usos
Varias especies son cultivadas como plantas ornamentales y otras como verduras o tubérculos comestibles, o también como plantas medicinales. Sin embargo, igualmente existe especies tóxicas como Plectrantum Ornatus, también conocida como Falso Boldo, la cual no debe ser consumida en té ni ingerida de ninguna forma, ya que presenta toxicidad a largo plazo. 
Las especies Plectranthus ciliatus, Plectranthus australis y Plectranthus verticillatus son popularmente  conocidas como planta del dinero o planta de la moneda, por sus hojas redondeadas que recuerdan monedas.

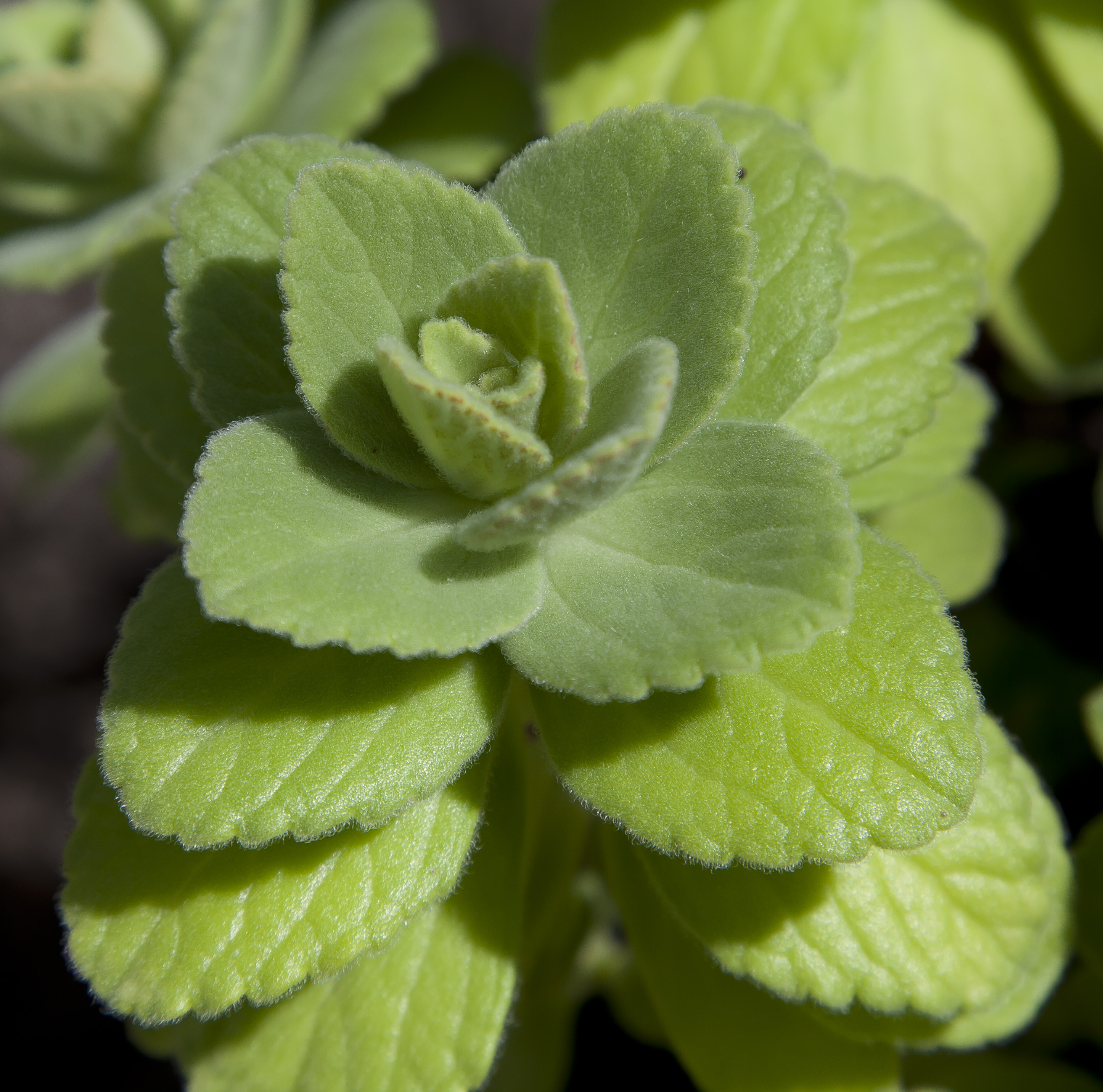
Plectranthus tomentosa en el jardín botánico de la Múnich, Alemania.

## Ecología
Algunas especies de Plectranthus son alimento para las larvas de determinados lepidópteros como Ectropis crepuscularia.

## Taxonomía
El género fue descrito por Charles Louis L'Héritier de Brutelle y publicado en Stirpes Novae aut Minus Cognitae 84 verso. 1788. La especie tipo es: Plectranthus fruticosus L'Hér. 